# Catedral Basílica Menor Nossa Senhora de Lourdes
A Catedral Basílica Menor Nossa Senhora de Lourdes ou Catedral de Apucarana, dedicada a Nossa Senhora de Lourdes, é um templo que pertence à Igreja Católica que fica na região central da cidade de Apucarana, município do norte do Paraná.
Outro destaque é a sua cripta subterrânea, um dos pontos mais antigos da construção. O local foi pensado para funcionar como um mausoléu. A base e as paredes são formadas por pedras. A ideia inicial era sepultar na cripta padres e autoridades municipais, respeitando um costume antigo. No entanto, o espaço acabou reservado apenas para a morada eterna de bispos da Diocese. Dom Domingos Gabriel Wisniewski, bispo de Apucarana entre 1983 e 2005, foi sepultado no local em 2010.

## Histórico
A catedral é a terceira igreja localizada na Praça Rui Barbosa, originalmente denominada de Praça Palmas. A primeira capelinha construída pelos pioneiros foi derrubada pelo vento em 1941. Uma nova foi erguida no mesmo local em 1942. Em poucos anos, no entanto, essa construção de madeira tornou-se pequena para a cidade em franco desenvolvimento.
A pedra fundamental da futura Catedral Basílica Menor Nossa Senhora de Lourdes foi lançada em 22 de fevereiro de 1949. A obra, no entanto, demorou para sair do papel e foi começar apenas oficialmente em 12 de outubro de 1950. Houve uma grande polêmica na época por conta da posição da fachada da futura matriz.
A construção da Catedral Basílica Menor Nossa Senhora de Lourdes foi coordenada pelo padre Armando Círio, da Congregação dos Oblatos de São José, então pároco da Paróquia Nossa Senhora de Lourdes. Ele chegou em Apucarana no final de 1948 para substituir o padre Francisco Körner, que estava no município desde a criação da Paróquia Nossa Senhora de Lourdes em 18 de março de 1944. Com o crescimento da população de Apucarana, surgiu a necessidade de construção de uma nova igreja. A existente não comportava mais o grande número de católicos. Armando Círio mobilizou a comunidade em torno da obra, organizando inúmeras campanhas para o grandioso empreendimento. A “Campanha do Café” foi a mais importante e consistiu na arrecadação de sacas do grão junto aos pioneiros para financiar o projeto.
A construção  demorou quase 20 anos para ser concluída, incluindo a instalação dos sinos e relógio, além da pintura interna. A igreja construída na Praça Rui Barbosa tornou-se catedral em 28 de março de 1965, quando foi instalada a Diocese de Apucarana, que teve Dom Romeu Alberti (1965-1982) como seu primeiro bispo.

## Padroeira
A escolha de Nossa Senhora de Lourdes como padroeira de Apucarana remete à fundação do município. Em 8 de dezembro de 1937, pioneiros participaram da primeira missa, celebrada pelo padre Carlos Deutz, que veio de Londrina. A celebração ocorreu em um descampado onde hoje é o platô da Praça Rui Barbosa, onde foi instalado um cruzeiro de peroba construído pelo pioneiro Antônio Vieira. Em volta do altar improvisado, havia apenas mata. O local foi ornamentado por José de Oliveira Rosa e dona Tereza de Almeida. O sr. Rosa, natural de Portugal, ofereceu um quadro de Nossa Senhora de Lourdes para ser colocado no altar. Já na ocasião foi proposto o nome da santa como futura padroeira de Apucarana.

## Basílica
O papa Francisco concedeu o título de Basílica Menor à Catedral Diocesana de Apucarana (PR), no dia 30/10/2024. Diretamente da Praça de São Pedro, no Vaticano, o bispo diocesano Dom Carlos José de Oliveira compartilhou um vídeo onde anunciou a assinatura do Papa em um importante documento relacionado a um pedido oficial da diocese.
Uma basílica é uma igreja que, por sua importância histórica, litúrgica ou espiritual, recebe um título especial do Papa. Isso a liga diretamente à Igreja em Roma e destaca sua relevância para a fé católica no mundo.

## Párocos
- Valdecir Ferreira (2024-atual)
- Marcos Donizete Bertanha (2023-2024)
- José Roberto Rezende (2020-2023)
- Roberto Carrara (2008-2020)
- ............?........... (1994-2008)
- João Braz de Aviz (1992-1994)
- ............?........... (1966-1992)
- Mário Briatore (1960-1966)
- Armando Círio (1948-1960)
- Francisco Korner (1944-1948)

## Bispos
- Carlos José de Oliveira (2019-atual)
- Celso Antônio Marchiori (2009-2017)
- Luigi Vincenzo Bernetti, O.A.D. (2005-2009)
- Domingos Gabriel Wisniewski, C.M. (1983-2005)
- Romeu Alberti (1965-1982)